# Asian Club Championship 1994–95
Asian Club Championship 1994–95 là phiên bản thứ 14 của giải bóng đá câu lạc bộ thường niên được tổ chức tại khu vực AFC (châu Á).
Ngân hàng Nông nghiệp Thái Lan của Thái Lan vô địch giải đấu lần thứ hai liên tiếp.

## Vòng loại

### Trung Á
| Đội                 | ST | T | H | B | BT | BB | HS  | Đ  |
| ------------------- | -- | - | - | - | -- | -- | --- | -- |
| FK Neftchy Farg'ona | 4  | 4 | 0 | 0 | 17 | 1  | +16 | 12 |
| Köpetdag Aşgabat    | 4  | 3 | 0 | 1 | 11 | 3  | +8  | 9  |
| Ansat Pavlodar      | 4  | 1 | 0 | 3 | 4  | 6  | −2  | 3  |
| Sitora Dushanbe     | 4  | 1 | 0 | 3 | 4  | 15 | −11 | 3  |
| Alga Bishkek        | 4  | 1 | 0 | 3 | 2  | 13 | −11 | 3  |

| Ansat Pavlodar | 0–2 | Kopetdag Asgabat |
| -------------- | --- | ---------------- |
|                |     |                  |

| FK Neftchy Farg'ona | 9–0 | Alga Bishkek |
| ------------------- | --- | ------------ |
|                     |     |              |

| Kopetdag Asgabat | 7–1 | Sitora Dushanbe |
| ---------------- | --- | --------------- |
|                  |     |                 |

| FK Neftchy Farg'ona | 3–0 | Ansat Pavlodar |
| ------------------- | --- | -------------- |
|                     |     |                |

| Ansat Pavlodar | 4–0 | Sitora Dushanbe |
| -------------- | --- | --------------- |
|                |     |                 |

| Kopetdag Asgabat | 1–0 | Alga Bishkek |
| ---------------- | --- | ------------ |
|                  |     |              |

| FK Neftchy Farg'ona | 2–1 | Kopetdag Asgabat |
| ------------------- | --- | ---------------- |
|                     |     |                  |

| Sitora Dushanbe | 3–1 | Alga Bishkek |
| --------------- | --- | ------------ |
|                 |     |              |

| FK Neftchy Farg'ona | 3–0 | Sitora Dushanbe |
| ------------------- | --- | --------------- |
|                     |     |                 |

| Ansat Pavlodar | 0–1 | Alga Bishkek |
| -------------- | --- | ------------ |
|                |     |              |

### Nam Á
| Đội           | ST | T | H | B | BT | BB | HS  | Đ |
| ------------- | -- | - | - | - | -- | -- | --- | - |
| Mohun Bagan   | 2  | 2 | 0 | 0 | 12 | 2  | +10 | 6 |
| Club Valencia | 2  | 1 | 0 | 1 | 3  | 8  | −5  | 3 |
| Ratnam SC     | 2  | 0 | 0 | 2 | 2  | 7  | −5  | 0 |

 Pakistan không cử đội tham dự.
| Mohun Bagan | 7–1 | Club Valencia |
| ----------- | --- | ------------- |
|             |     |               |

| Mohun Bagan | 5–1 | Ratnam SC |
| ----------- | --- | --------- |
|             |     |           |

| Club Valencia | 2–1 | Ratnam SC |
| ------------- | --- | --------- |
|               |     |           |

### Đông Nam Á
| Đội               | ST | T | H | B | BT | BB | HS | Đ |
| ----------------- | -- | - | - | - | -- | -- | -- | - |
| Kota Ranger FC    | 0  | 0 | 0 | 0 | 0  | 0  | 0  | 0 |
| Negro Rubro Macau | 0  | 0 | 0 | 0 | 0  | 0  | 0  | 0 |
| Davao City        | 0  | 0 | 0 | 0 | 0  | 0  | 0  | 0 |

1. 1 2 3  Không biết kết quả

Các trận đấu diễn ra tại Bandar Seri Begawan, Brunei, từ ngày 26 đến ngày 30 tháng 8 năm 1994.

## Vòng đầu tiên

### Tây Á
| Đội 1               | TTS                 | Đội 2    | Lượt đi | Lượt về |
| ------------------- | ------------------- | -------- | ------- | ------- |
| Kazma SC            | 2–2 (a)             | Al-Arabi | 2–1     | 0–1     |
| Saipa               | Thắng không cần đấu |          |         |         |
| Mirbat              | Thắng không cần đấu |          |         |         |
| West Riffa          | Thắng không cần đấu |          |         |         |
| Al-Ansar            | Thắng không cần đấu |          |         |         |
| Al Wasl FC          | Thắng không cần đấu |          |         |         |
| FK Neftchy Farg'ona | Thắng không cần đấu |          |         |         |
| Al-Shabab           | Thắng không cần đấu |          |         |         |

 Jordan không cử đội tham dự và  Al-Ahli rút lui trước khi lễ bốc thăm diễn ra.

### Đông Á
| Đội 1                          | TTS                 | Đội 2                       | Lượt đi | Lượt về |
| ------------------------------ | ------------------- | --------------------------- | ------- | ------- |
| Ilhwa Chunma                   | 10–4                | Kedah FA                    | 5–3     | 5–1     |
| Kota Ranger FC                 | 2–12                | Đông Phương                 | 1–6     | 1–6     |
| Club Valencia                  | 5–9                 | Ngân hàng Băng Cốc Thái Lan | 3–4     | 2–5     |
| Ngân hàng Nông nghiệp Thái Lan | Thắng không cần đấu |                             |         |         |
| Mohun Bagan                    | Thắng không cần đấu |                             |         |         |
| Verdy Kawasaki                 | Thắng không cần đấu |                             |         |         |
| Pelita Jaya                    | Thắng không cần đấu |                             |         |         |
| Liêu Ninh FC                   | Thắng không cần đấu |                             |         |         |

## Vòng thứ hai

### Tây Á
| Đội 1      | TTS        | Đội 2               | Lượt đi | Lượt về |
| ---------- | ---------- | ------------------- | ------- | ------- |
| Al-Shabab  | 3–3 (4–5p) | Al-Ansar            | 3–0     | 0–3     |
| Al-Arabi   | 9–4        | Mirbat              | 5–0     | 4–4     |
| Saipa      | 3–3 (a)    | FK Neftchy Farg'ona | 2–2     | 1–1     |
| West Riffa | 3–3 (3–4p) | Al Wasl FC          | 2–1     | 1–2     |

### Đông Á
| Đội 1                          | TTS | Đội 2                       | Lượt đi | Lượt về |
| ------------------------------ | --- | --------------------------- | ------- | ------- |
| Ngân hàng Nông nghiệp Thái Lan | 7–0 | Mohun Bagan                 | 4–0     | 3–01    |
| Đông Phương                    | 4–6 | Verdy Kawasaki              | 1–2     | 3–4     |
| Pelita Jaya                    | 1–5 | Ilhwa Chunma                | 0–1     | 1–4     |
| Liêu Ninh FC                   | 4–2 | Ngân hàng Băng Cốc Thái Lan | 4–1     | 0–1     |

1 AFC quyết định trận lượt về sẽ diễn ra tại Malaysia do đại dịch hạch ở Ấn Độ, nhưng Mohun Bagan phản đối phán quyết và từ chối đến Malaysia; họ đã bị loại khỏi giải đấu, bị phạt 3000 đô la và bị cấm thi đấu tại các giải đấu của AFC trong ba năm.

## Tứ kết

### Tây Á
| Đội                 | ST | T | H | B | BT | BB | HS | Đ |
| ------------------- | -- | - | - | - | -- | -- | -- | - |
| FK Neftchy Farg'ona | 3  | 1 | 1 | 1 | 6  | 4  | +2 | 4 |
| Al-Arabi            | 3  | 1 | 1 | 1 | 3  | 3  | 0  | 4 |
| Al Wasl FC          | 3  | 1 | 1 | 1 | 4  | 6  | −2 | 4 |
| Al-Ansar            | 3  | 0 | 3 | 0 | 4  | 4  | 0  | 3 |

Các trận đấu diễn ra tại Doha, Qatar.
| Al Arabi | 1–2 | Al Wasl FC |
| -------- | --- | ---------- |
|          |     |            |

| FK Neftchy Farg'ona | 2–2 | Al-Ansar |
| ------------------- | --- | -------- |
|                     |     |          |

| FK Neftchy Farg'ona | 4–1 | Al Wasl FC |
| ------------------- | --- | ---------- |
|                     |     |            |

| Al Arabi | 1–1 | Al-Ansar |
| -------- | --- | -------- |
|          |     |          |

| Al Arabi | 1–0 | FK Neftchy Farg'ona |
| -------- | --- | ------------------- |
|          |     |                     |

| Al Wasl FC | 1–1 | Al-Ansar |
| ---------- | --- | -------- |
|            |     |          |

### Đông Á
| Đội                            | ST | T | H | B | BT | BB | HS | Đ |
| ------------------------------ | -- | - | - | - | -- | -- | -- | - |
| Ilhwa Chunma                   | 3  | 3 | 0 | 0 | 7  | 2  | +5 | 9 |
| Ngân hàng Nông nghiệp Thái Lan | 3  | 0 | 2 | 1 | 2  | 3  | −1 | 2 |
| Liêu Ninh FC                   | 3  | 0 | 2 | 1 | 3  | 5  | −2 | 2 |
| Verdy Kawasaki                 | 3  | 0 | 2 | 1 | 1  | 3  | −2 | 2 |

Các trận đấu diễn ra tại Công viên Thể thao Changwon tại Changwon, Hàn Quốc.
| Ilhwa Chunma                         | 3–1 | Verdy Kawasaki    |
| ------------------------------------ | --- | ----------------- |
| Lee Gi-beom 8' 18' Shin Tae-yong 36' |     | Yoshinori Abe 64' |

| Ilhwa Chunma                           | 3–1 | Liêu Ninh FC |
| -------------------------------------- | --- | ------------ |
| Lee Sang-yoon 15' 40' Ha Seong-jun 55' |     |              |

| Ilhwa Chunma      | 1–0 | Ngân hàng Nông nghiệp Thái Lan |
| ----------------- | --- | ------------------------------ |
| Park Nam-yeol 29' |     |                                |

| Liêu Ninh FC | 2–2 | Ngân hàng Nông nghiệp Thái Lan |
| ------------ | --- | ------------------------------ |
|              |     |                                |

| Verdy Kawasaki | 0–0 | Ngân hàng Nông nghiệp Thái Lan |
| -------------- | --- | ------------------------------ |
|                |     |                                |

| Verdy Kawasaki | 0–0 | Liêu Ninh FC |
| -------------- | --- | ------------ |
|                |     |              |

## Bán kết
| Al-Arabi | 2–0 | Ilhwa Chunma |
| -------- | --- | ------------ |
|          |     |              |

| Ngân hàng Nông nghiệp Thái Lan | 2–2 (AET, 3–2 PK) | FK Neftchy Farg'ona |
| ------------------------------ | ----------------- | ------------------- |
|                                |                   |                     |

## Tranh hạng ba
| FK Neftchy Farg'ona         | 1–0 | Ilhwa Chunma |
| --------------------------- | --- | ------------ |
| Ravshan Bozorov 66' (ph.đ.) |     |              |

## Chung kết
| Ngân hàng Nông nghiệp Thái Lan | 1–0 | Al-Arabi |
| ------------------------------ | --- | -------- |
| Natipong Sritong-In 82'        |     |          |